# Franck Boidin
Franck Boidin (Hénin-Beaumont, 28 agosto 1972) è un ex schermidore francese, specializzato nel fioretto. Ha vinto una medaglia di bronzo nella scherma ai Giochi olimpici.

## Palmarès
In carriera ha conseguito i seguenti risultati:
- Giochi olimpici

Atlanta 1996: bronzo nel fioretto individuale.
- Mondiali di scherma

Città del Capo 1997: oro nel fioretto a squadre.
Nimes 2001: oro nel fioretto a squadre e bronzo individuale.
Lisbona 2002: argento nel fioretto a squadre.
- Europei di scherma

Limoges 1996: bronzo nel fioretto individuale.
Bolzano 1999: argento nel fioretto a squadre.